# Franz Fliege
Franz Fliege (* 10. Oktober 1936; † 5. Oktober 2019) war ein deutscher Fußballspieler. 

## Karriere
Fliege, der 1963 von Eintracht Gelsenkirchen in die Regionalliga zu Rot-Weiß Oberhausen wechselte, war unter Trainer Nándor Lengyel sofort Stammspieler im Sturm. In seinen 35 Ligaeinsätzen erzielte Fliege elf Tore, damit war er hinter Hans Siemensmeyer, der 14 Tore erzielte, zweitbester Torschütze seines Teams. Für die Kleeblätter vom Niederrhein spielte Fliege eine zweite Spielzeit, bevor er zum Ligarivalen Rot-Weiss Essen wechselte. Mit den Essenern schaffte er den Sprung in die Bundesliga, nachdem die Saison 1965/66 hinter Fortuna Düsseldorf als Zweiter und die anschließende Aufstiegsrunde als Sieger beendet wurde. Für RWE kam Fliege in der Regionalliga West in dieser Saison zu neun Einsätzen und einem Tor. In der Saison 1966/67 in der Bundesliga kam er auf fünf Einsätze. Sein Debüt in der Bundesliga gab er am 10. Dezember 1966, am 16. Spieltag der Saison beim 0:0-Unentschieden beim späteren Meister Eintracht Braunschweig. Zu Spielzeitende stand Fliege mit Mitspielern wie Torhüter Fred-Werner Bockholt und Torjäger Willi Lippens auf dem letzten Tabellenplatz und stieg aus der Erstklassigkeit ab.
Später lief Fliege für den Amateurklub VfB Habinghorst auf, mit dem er 1970 als Spielertrainer in die Landesliga Westfalen aufstieg. Dort spielte er später auch bei den Alten Herren.